# أكسيل كي
أكسيل كي (مواليد 30 ديسمبر 2007) هو لاعب كرة قدم أمريكي ولد في ساحل العاج، يلعب في مركز المهاجم في نادي ريال موناركس.